# Narodowy Instytut Wolności – Centrum Rozwoju Społeczeństwa Obywatelskiego
Narodowy Instytut Wolności – Centrum Rozwoju Społeczeństwa Obywatelskiego – utworzona w 2017 agencja wykonawcza mająca za zadanie wspieranie rozwoju społeczeństwa obywatelskiego, a także działalności pożytku publicznego i wolontariatu.

## Geneza
Podmiot został utworzony na podstawie ustawy z dnia 15 września 2017 r. o Narodowym Instytucie Wolności – Centrum Rozwoju Społeczeństwa Obywatelskiego (Dz.U. z 2023 r. poz. 1618), która była efektem starań środowiska Prawa i Sprawiedliwości, zwłaszcza wicepremiera i przewodniczącego Rady Programowej PiS Piotra Glińskiego oraz jego współpracowników. 20 listopada 2017 pierwszym dyrektorem Instytutu został Wojciech Kaczmarczyk, były sekretarz stanu w Kancelarii Prezesa Rady Ministrów i pełnomocnik rządu Beaty Szydło ds. społeczeństwa obywatelskiego i równego traktowania oraz członek Rady Programowej PiS. Utworzenie Instytutu zapowiedziała w 2016 premier Beata Szydło.

## Zmiany w NIW-CRSO
13 marca 2024 Agnieszka Buczyńska, minister ds. społeczeństwa obywatelskiego, przewodnicząca Komitetu ds. Pożytku Publicznego odwołała ze stanowiska dyrektora NIW-CRSO Wojciecha Kaczmarczyka, którego zastąpił Michał Braun, samorządowiec, przewodniczący klubu radnych Koalicji Obywatelskiej w radzie miasta Kielce. Zmiana dyrektora została przeprowadzona w trybie natychmiastowym, po tym jak kontrole NIK i KPRM, przeprowadzone w NIW-CRSO, wykazały szereg nieprawidłowości, których wyeliminowanie zapowiedział nowy dyrektor. Na wniosek dyrektora NIW-CRSO przewodnicząca Komitetu ds. Pożytku Publicznego powołała też nowego zastępcę dyrektora – Andrzeja Rybus-Tołłoczko, członka partii Polska 2050. W czerwcu 2024 zastępcą dyrektora została także Adela Gąsiorowska. W listopadzie tego samego roku Andrzej Rybus-Tołłoczko zakończył pełnienie funkcji zastępcy dyrektora. W styczniu 2025 zastępczynią dyrektora została Ewa Kalbarczyk.

## Cele
Zgodnie z formułą użytą na oficjalnej witrynie Instytutu, jego zadaniem jest:
„zarządzanie programami wsparcia rozwoju społeczeństwa obywatelskiego oraz gromadzenie i analizowanie danych ze wszystkich obszarów współpracy administracji państwowej z sektorem obywatelskim. Narodowy Instytut Wolności będzie zarządzać programami wspierania rozwoju społeczeństwa obywatelskiego przyjętymi w drodze uchwały przez Radę Ministrów, po przeprowadzeniu konsultacji z organizacjami pozarządowymi oraz podmiotami wymienionymi [...] w ustaw[ie] z dnia 24 kwietnia 2003 r. o działalności pożytku publicznego i o wolontariacie”.

## Organy
Instytut posiada dwa organy: dyrektora oraz Radę mającą kompetencje opiniodawczo-doradcze. Dyrektora (i jego zastępców) powołuje i w określonych ustawowo przypadkach odwołuje przewodniczący Komitetu do spraw Pożytku Publicznego, który sprawuje nadzór nad działalnością NIW-CRSO.
W skład Rady wchodzi członek powoływany i odwoływany przez Prezydenta Rzeczypospolitej Polskiej, 3 członków powoływanych i odwoływanych przez przewodniczącego Komitetu do spraw Pożytku Publicznego, członek powoływany i odwoływany przez ministra właściwego do spraw finansów publicznych, członek reprezentujący jednostki samorządu terytorialnego oraz 5 innych członków powołanych przez przewodniczącego Komitetu do spraw Pożytku Publicznego reprezentujących organizacje pozarządowe.

### 15 lutego 2024 została powołana Rada NIW-CRSO III kadencji, w jej skład weszli:
- Piotr Stec – Przewodniczący Rady NIW-CRSO, doradca i reprezentant Ministry ds. Społeczeństwa Obywatelskiego, Przewodniczącej Komitetu ds. Pożytku Publicznego w Radzie NIW-CRSO
- Paweł Bilski – przedstawiciel Przewodniczącej Komitetu ds. Pożytku Publicznego, Fundacja Oczami Brata, Spółdzielnia Socjalna „Jasne, że alternatywa 21”, Fundacja Teatr Nowy w Częstochowie
- Anna Czyżewska – przedstawicielka strony pozarządowej, Federacja Mazowia,
- Ewa Gałka – przedstawicielka strony pozarządowej, Stowarzyszenie Centrum Promocji i Rozwoju Inicjatyw Obywatelskich PISOP, Sieć Wspierania Organizacji Pozarządowych SPLOT
- Jan Grabkowski – przedstawiciel jednostek samorządu terytorialnego, Starosta poznański
- Marek Krawczyk – Reprezentant Ministry ds. Społeczeństwa Obywatelskiego, Przewodniczącej Komitetu ds. Pożytku Publicznego, członek RDPP
- Daniel Prędkopowicz – przedstawiciel strony pozarządowej, Fundacja Fundusz Współpracy
- Marek Rymsza – Kancelaria Prezydenta RP, powołany przez Prezydenta RP
- Agata Stafiej-Bartosik – przedstawicielka Przewodniczącej Komitetu ds. Pożytku Publicznego, Fundacja Ashoka. Innowatorzy dla dobra publicznego
- Paweł Szewczyk, Ministerstwo Finansów
- Iwona Żukiert – przedstawicielka strony pozarządowej, Wspólnota Robocza Związków Organizacji Socjalnych.

### W lutym 2021 powołana została II kadencja Rady NIW – CRSO w składzie:
- Piotr Mazurek – przewodniczący Rady, przedstawiciel Przewodniczącego Komitetu do spraw Pożytku Publicznego
- Jarosław Bierecki – przedstawiciel organizacji pozarządowych
- Anna Budzanowska – przedstawicielka organizacji pozarządowych
- Iwona Gibas – przedstawicielka jednostek samorządu terytorialnego
- Eliasz Grubiński – przedstawiciel organizacji pozarządowych
- Wojciech Jachimowicz – przedstawiciel organizacji pozarządowych
- Ewa Leś – przedstawicielka Przewodniczącego Komitetu do spraw Pożytku Publicznego
- Bartłomiej Orzeł – przedstawiciel Przewodniczącego Komitetu do spraw Pożytku Publicznego
- Piotr Patkowski – przedstawiciel Ministra Finansów
- Marek Rymsza – przedstawiciel Prezydenta Rzeczypospolitej Polskiej
- Tymoteusz Zych – przedstawiciel organizacji pozarządowych.

### W skład Rady I kadencji weszli:
- Wojciech Jachimowicz – przewodniczący Rady, przedstawiciel organizacji pozarządowych (Dolnośląskie Towarzystwo Regionalne)
- Weronika Czyżewska-Waglowska – przedstawicielka organizacji pozarządowych (Ogólnopolska Federacja Organizacji Pozarządowych)
- Anna Gembicka – przedstawicielka Przewodniczącego Komitetu do spraw Pożytku Publicznego
- Ilona Gosiewska – przedstawicielka organizacji pozarządowych (Stowarzyszenie Odra-Niemen, Konfederacja Inicjatyw Pozarządowych Rzeczypospolitej)
- Michał Jędrzejczyk – przedstawiciel Ministra Finansów
- Ewa Leś – przedstawicielka Przewodniczącego Komitetu do spraw Pożytku Publicznego
- Piotr Mazurek – przedstawiciel Przewodniczącego Komitetu do spraw Pożytku Publicznego
- Urszula Nowogórska – przedstawicielka Komisji Wspólnej Rządu i Samorządu Terytorialnego
- Marek Rymsza – przedstawiciel Prezydenta RP
- Tymoteusz Zych – przedstawiciel organizacji pozarządowych (Instytut na rzecz Kultury Prawnej Ordo Iuris, Fundacja Ośrodek Analiz Prawnych, Gospodarczych i Społecznych im. Hipolita Cegielskiego, Konfederacja Inicjatyw Pozarządowych Rzeczypospolitej)
- Sebastian Wijas – przedstawiciel organizacji pozarządowych (Fundacja KGHM Polska Miedź).

## Działalność
Narodowy Instytut Wolności – Centrum Rozwoju Społeczeństwa Obywatelskiego zarządza programami wspierania rozwoju społeczeństwa obywatelskiego przygotowywanymi przez Komitet do spraw Pożytku Publicznego, które mają za zadanie wspierać tworzenie się silnego społeczeństwa obywatelskiego. Są to:
- Rządowy Program Fundusz Inicjatyw Obywatelskich NOWEFIO na lata 2021-2030 – Rządowy Program Fundusz Inicjatyw Obywatelskich NOWEFIO na lata 2021-2030 jest kontynuacją programów rządowych skierowanej do sektora organizacji pozarządowych. Podstawowym celem programu jest promocja działalności społecznej, aktywizacja i formowanie postaw obywatelskich. Program NOWEFIO obejmuje pięć priorytetów: Mikro inicjatywy, Organizacje obywatelskie na rzecz dobra wspólnego, Organizacje obywatelskie w życiu publicznym, Wzmocnienie kompetencji organizacji obywatelskich, Pomoc techniczna[12].
- Rządowy Program Rozwoju Organizacji Obywatelskich na lata 2018–2030 (PROO) – pierwszy w historii program bezpośredniego wsparcia rozwoju polskich organizacji obywatelskich. Dotacje w ramach programu są przydzielane na rozwój instytucjonalny organizacji oraz realizację ich celów statutowych. W ramach PROO wyróżniono następujące obszary wsparcia: Zrównoważony rozwój organizacyjny – wsparcie rozwoju instytucjonalnego, Zrównoważony rozwój organizacyjny – dotacje na wkład własny, Kapitały żelazne – dotacje operacyjne na wsparcie budowania początkowych kapitałów żelaznych, Kapitały żelazne – dofinansowanie początkowych kapitałów żelaznych, Kapitały żelazne – dofinansowanie rozbudowy kapitałów żelaznych, Rozwój instytucjonalny lokalnych mediów obywatelskich i organizacji strażniczych, Rozwój instytucjonalny obywatelskich think tanków, Wsparcie doraźne[13].
- Program Wsparcia Rozwoju Organizacji Harcerskich i Skautowych (ROHiS) – program jest nową formą wsparcia dla organizacji harcerskich, będących ważnym partnerem państwa w działaniach na rzecz rozwoju i wychowywania młodych ludzi. Jest adresowany przede wszystkim do organizacji objętych Honorowym Protektoratem Prezydenta RP nad Ruchem Harcerskim w Polsce i poza granicami kraju. W jego ramach udzielane są dotacje na rozwój instytucjonalny ściśle powiązany z działalnością programową[14].
- Korpus Solidarności – Rządowy Program Wspierania i Rozwoju Wolontariatu Systematycznego na lata 2018–2030 – wspiera rozwój wolontariatu systematycznego. Jak wynika z badań, jest to najbardziej deficytowa forma działalności wolontariackiej Polaków. Koncentracja na tej formie wolontariatu nie oznacza jednocześnie deprecjonowania idei wolontariatu okazjonalnego lub akcyjnego, współtworzącego ważny obszar dobrowolnej i nieodpłatnej działalności na rzecz innych.[15]
- Program Wsparcia Rozwoju Uniwersytetów Ludowych na lata 2019–2030 – w ramach realizacji programu jest udzielane wsparcie na rozwój działalności programowej uniwersytetów ludowych w powiązaniu z rozwojem instytucjonalnym tych organizacji. Program jest realizowany w ramach corocznych konkursów dotacyjnych. Celem Programu jest wzrost poziomu edukacji ustawicznej dorosłych mieszkańców gmin wiejskich i wiejsko-miejskich oraz zwiększenie poziomu kapitału społecznego na obszarach wiejskich i w małych miastach[16].
- Rządowy Program Fundusz Młodzieżowy na lata 2022-2033 – ma na celu wsparcie działań służących aktywizacji społecznej młodzieży. Przedmiotem oddziaływania Programu są inicjatywy młodzieżowe mające szczególnie istotne znaczenie dla udziału młodzieży w życiu publicznym, takie jak rady młodzieżowe jednostek samorządu terytorialnego, samorządy uczniowskie i studenckie, organizacje młodzieżowe oraz organizacje wspierające młodzież w procesie przygotowania do udziału w życiu publicznym[17].
- Rządowy Program Wspierania Międzynarodowych Domów Spotkań na lata 2021-2030 – celem programu jest promowanie nawiązywania kontaktów między społeczeństwami w UE i poza nią, promowanie solidarności i zrozumienia międzykulturowego, upowszechnianie dziedzictwa narodowego Polaków i historii Polski. Przedmiotem konkursu jest umożliwienie stworzenia sieci MDS, dysponującej wysokiej jakości ofertą programową spójną z celami polityki edukacyjnej i zagranicznej państwa polskiego, podążającą za współczesnymi wyzwaniami społecznymi oraz rynku pracy i edukacji[18].
- Rządowy Program Polski Inkubator Rzemiosła na lata 2021-2030 – podmiotami uprawnionymi do udziału w konkursach w ramach Programu są wyłącznie organizacje rzemieślnicze. Głównym celem programu jest wsparcie dla organizacji samorządu gospodarczego rzemiosła, które wpłynie pozytywnie na rozwój ich kapitału ludzkiego i społecznego oraz potencjału instytucjonalnego. Środki finansowe z programu pomogą zrealizować cele statutowe organizacji rzemieślniczych oraz wpłyną pozytywnie na rozwój ich przedsiębiorczości i kształcenia dualnego[19].
- Rządowy Program Wspierania Rozwoju Organizacji Poradniczych na lata 2022-2033 – dotyczy organizacji poradnictwa działających na rzecz upodmiotowienia osób doświadczających trudności życiowych, niesamodzielnych, niezaradnych życiowo, znajdujących się w kryzysie, wykluczonych lub zagrożonych wykluczeniem społecznym, kształtując tym samym system wartości wspólnoty i wyrażając interesy społeczeństwa obywatelskiego. Organizacje poradnicze poprzez realizację funkcji usługowej oraz artykulację i rzecznictwo interesów osób i grup społecznych, przyczyniają się do budowy i rozwoju dojrzałego społeczeństwa obywatelskiego, w którym osoby, które z różnych powodów znalazły się na peryferiach życia społecznego mogą skorzystać z praw przysługujących obywatelom w demokratycznym państwie[20].

## Budżet
Działalność instytutu jest finansowana z budżetu państwa w ramach części 16 – Kancelaria Prezesa Rady Ministrów.
Od 2018 do 2023 r. w ramach programów, których operatorem jest Instytut, przekazano ponad 6300 organizacjom pozarządowym 1,1 mld zł.

## Kontrowersje
Po ogłoszeniu inicjatywy utworzenia Instytutu niektóre środowiska pozarządowe np. Ogólnopolska Federacja Organizacji Pozarządowych, Helsińska Fundacja Praw Człowieka czy „Krytyka Polityczna” zajęły krytyczne stanowisko wobec tego pomysłu i podnosiły, że powołanie tego podmiotu nie było postulatem pochodzącym od środowiska pozarządowego. Zaznaczano, że przy tworzeniu ustawy i nowej instytucji nie przeprowadzono odpowiednich konsultacji z organizacjami pozarządowymi. Sygnalizowano także obawy, że wraz z centralizacją w Instytucie agend rządowych rozdzielających środki publiczne dla organizacji pozarządowych, nastąpi ograniczenie swobody działania NGOsów oraz preferowanie podmiotów związanych z partią rządzącą.
Odmienne stanowisko, popierające powołanie Instytutu, zajęła m.in. Konfederacja Inicjatyw Pozarządowych Rzeczypospolitej, która wskazywała, że projektowana w ustawie o NIW-CRSO reforma daje szansę na docenienie małych i lokalnych organizacji oraz przełamanie dotychczasowego monopolu w polskim trzecim sektorze.